# Judit i Holofernes
Judit i Holofernes és un quadre de la pintora italiana Artemisia Gentileschi, filla del pintor toscà Orazio Gentileschi. Mostra l'escena bíblica, relatada en el Llibre de Judit, en què la vídua hebrea Judit decapita el general assiri Holofernes. El quadre va ser executat cap a 1612-1613. Es tracta d'una pintura a l'oli sobre llenç, que mesura 158,8 cm d'alt i 125,5 cm d'amplada. Actualment es conserva al Museu de Capodimonte a Nàpols (Itàlia).
La pintura Judit i Holofernes, impressiona per la violència de l'escena que representa, i ha estat interpretada en clau psicològica i psicoanalítica, com un desig de venjança respecte a la violència que ella havia sofert, violada, enganyada i denigrada per Agostino Tassi. Quan va denunciar el fet, el tribunal la va torturar -a ell no el van castigar- per a verificar el seu testimoni.
Artemisia va pintar una segona versió de Giuditta che decapita Oloferne (Judit i Holofernes), més gran que la versió de Nàpols i que avui es troba a la Galleria degli Uffizi a Florència. Aquesta Judit i Holofernes o Degollació d'Holofernes és considerada la seva obra mestra. Ella posa els seus mateixos trets al rostre de Judit (fàcilment identificables al seu Autorretrat amb llaüt (1617-1618)), atribuint a Holofernes els de Tassi (Agostino Tassi la va violar l'any 1612). La foscor i violència gràfica d'aquesta obra, la fredor amb què Judit decapita a Holofernes, s'atribueixen a la seva violació i al procés humiliant que la va seguir. Per la cronològica amb el procés, alguns historiadors d'art han estimat veure, a l'escena de terrible violència el desig de venjança respecte a la violació soferta.
És evident en aquesta pintura la influència de Caravaggio.
El quadre evoca no solament la cruesa de la decapitació, sinó la mateixa actitud de l'heroïna bíblica, la Judit de Caravaggio al Palau Barberini, fins al punt que és difícil pensar que Artemisia no havia tingut forma de conèixer aquesta obra.

## Anàlisi
Descripció formal

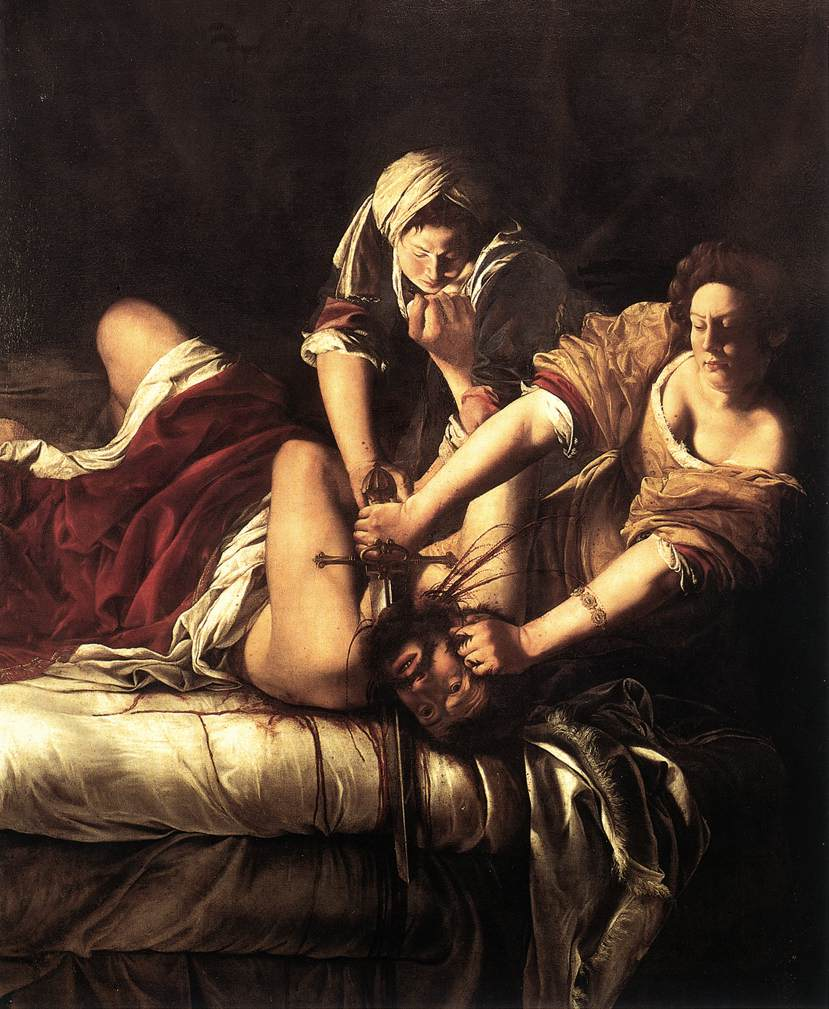
Judit i Holofernes. Galleria degli Uffizi. Florència

L'escena principal l'obra s'estructura al voltant d'un triangle fet a partir dels tres caps dels personatges que hi apareixen. L'escena que apareix està en primer pla i mostra l'escena en que Judit decapita a Holofernes amb gran dramatisme i amb un gran dinamisme compositiu. Per donar més dramatisme a l'escena Artemisa pinta un fons a les tenebres trencat per un focus de llum que il·lumina l'acció.
La Judit dels grans pintors era el símbol de les petites repúbliques italianes, personificant la lluita d'una jove dona feble contra un tirà. En canvi, l'enfocament d'Artemisia és diferent, la pintura té igual violència, dramatisme i crueltat, però l'heroïna, Judith, és completament diferent. Es tracta d'una dona de mitjana edat, forta i concentrada en el que fa, ajudada per una altra dona d'igual edat que en realitat fa més de còmplice que de serventa.

A l'anàlisi efectuada del quadre més cèlebre d'Artemisia, el Judit i'Holofernes, Longhi va escriure:
| « | Qui pensaria de fet que sobre un llenç estudiat de candor i ombres valuoses, dignes d'un Vermeer, d'una grandesa natural, pogués tenir-hi lloc una matança tan brutal i sagnant?[…] però - és lògic dir-lo - aquesta és una dona terrible! Una dona va pintar tot això? | » |

I afegia:
| «                                                     | ... No hi ha res sàdic aquí, en lloc d'això el que més impressiona és la impassibilitat de la pintora, que va ser fins i tot capaç d'adonar-se de com la sang, en regalimar violentament, podia decorar amb dues línies de gotes al vol la zona central! Increïble, us dic! I també per favor donin a la Sra. Schiattesi (el nom de casada d' Artemisia) l'oportunitat de triar el puny de l'espasa! Al final, no creuen que l'únic propòsit de Judit és apartar-se tot el possible per evitar que la sang pugui tacar el seu nou vestit de seda groga? Pensem, de totes maneres, que aquest és un vestit de Casa Gentileschi, el guarda-roba més refinat de l'Europa del segle xvii, després de Van Dyck. | » |
| — — Roberto Longhi, Gentileschi padre e figlia, 1916. | |   |

Artemisia, i més específicament el seu quadre Judit i Holofernes, són esmentats a l'obra de Wendy Wasserstein de l'any 1988 The Heidi Chronicles, on el personatge principal, Heidi imparteix classes sobre ella com a part del seu curs d'història de l'art sobre pintores. Al final de l'obra, Heidi adopta a una filla que anomena Judy, que és almenys una referència parcial a la pintura.